# U Tauri
U Tauri är en gul eller gul-vit Be-stjärna av fotografisk magnitud 10,4 i stjärnbilden Oxen. Den misstänktes vara variabel och åsattes därför en variabeldesignation 1862. Noggranna mätningar har emellertid visat att den inte är variabel. U Tauri är dubbelstjärna.